# Edmund Weber (Politiker)
Edmund Weber (* 21. September 1897 in Gebesee, Thüringen; † 11. Juni 1970 in Wanne-Eickel) war ein deutscher Politiker (SPD).

## Leben und Beruf
Weber, der als Soldat am Ersten Weltkrieg teilgenommen hatte und verwundet worden war, zog 1919 nach Wanne und arbeitete seit 1920 als Bergmann auf der Zeche Pluto. Hier schloss er sich der Gewerkschaft und der sozialistischen Arbeiterbewegung an. Aufgrund der erlittenen Kriegsverletzungen musste er 1932 seinen Beruf aufgeben. Im Anschluss war er zunächst arbeitslos, wurde dann aber als Versicherungsangestellter bei der Volksfürsorge in Wanne-Eickel beschäftigt. Darüber hinaus war er Mitglied im Bundesvorstand des Reichsbundes der Kriegsteilnehmer und Kriegsgeschädigten.

## Abgeordneter
Weber war seit Dezember 1945 Ratsmitglied der Stadt Wanne-Eickel. Er gehörte seit 1956 der Landschaftsversammlung Westfalen-Lippe an und war Mitglied des Beirates der Landes- und Wasserschutzpolizei.

## Öffentliche Ämter
Weber war vom 2. November 1948 bis zum 27. November 1969 Oberbürgermeister der Stadt Wanne-Eickel. Mit insgesamt 21 Dienstjahren hatte er dieses Amt von allen Oberbürgermeistern am längsten inne. In seine Amtszeit fielen der städtische Wiederaufbau sowie das Überschreiten der 100.000-Einwohner-Marke 1955, woraufhin Wanne-Eickel sich Großstadt nennen durfte.

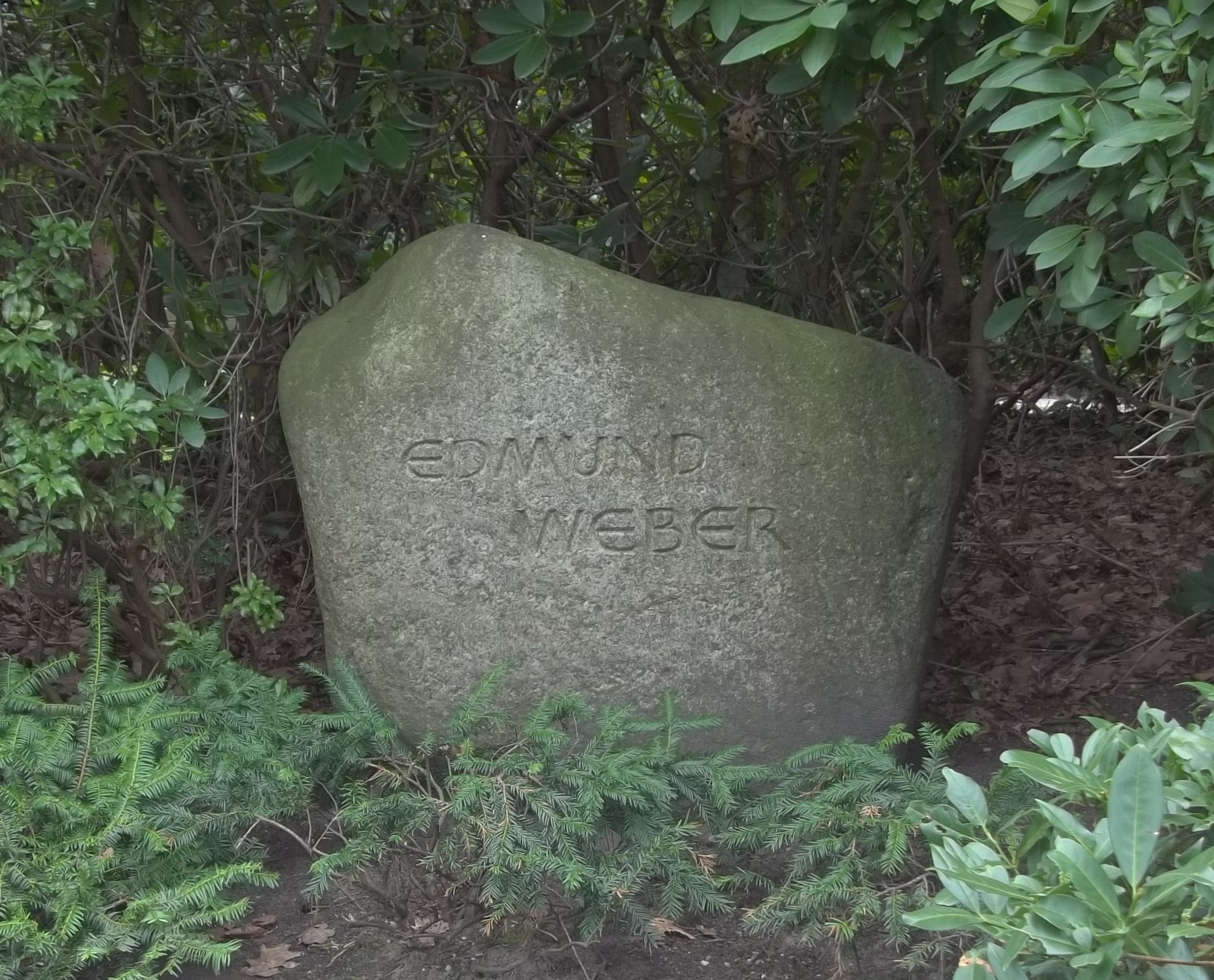
Gedenkstein Edmund Weber auf dem Waldfriedhof Herten.

## Ehrungen
- Goldener Ehrenring der Stadt Wanne-Eickel, 1952
- Bundesverdienstkreuz I. Klasse, 1962
- Ehrenbürgerschaft der Stadt Wanne-Eickel, 1969
- Edmund-Weber-Straße in Wanne-Eickel, 1974